# Les McDowall
Leslie John „Les“ McDowall (* 25. Oktober 1912 in Gunga Pur; † 18. August 1991 in Tarporley) war ein schottischer Fußballspieler und Fußballtrainer. Er trainierte Manchester City zwischen 1950 und 1963 und danach Oldham Athletic bis 1965. McDowall war mit einer Amtszeit von 13 Jahren der dienstälteste Trainer in der Geschichte von Manchester City.

## Leben
McDowall wurde in Indien als Sohn eines schottischen Missionars geboren, wuchs aber in Schottland auf. Er spielte auf der Flügel- oder Mittelläuferposition die ersten fünf Jahre seiner Karriere beim AFC Sunderland, damals vor allem als Reservespieler für Alex Hastings. Er wechselte 1938 zu Manchester City, wo er bis 1948 insgesamt 129-mal spielte und acht Tore erzielte. Für eine kurze Zeit war er auch Kapitän. Er wechselte kurz zum AFC Wrexham, bevor er im Jahr 1950 wieder zu Manchester City, diesmal als Trainer, wechselte.
Der Verein spielte zu dieser Zeit in der zweiten englischen Fußballliga. McDowalls arbeitete an der Entwicklung des Teams und schon im nächsten Jahr stieg der Club wieder in die erste Liga auf. In den nächsten Jahren folgte eine solide Grundlagenarbeit, wobei einige Derbysiege gegen den Lokalrivalen Manchester United die spektakulärsten Erfolge blieben.
Als Trainer orientierte er sich an der Spielweise der ungarischen Nationalmannschaft. In der Mitte der 1950er Jahre führte er ein neues taktisches System mit einem bis ins Mittelfeld zurückgezogenen Mittelstürmer ein, der sich die Torchancen selbst erarbeitete, bekannt als der Revie Plan, nach dem Mittelstürmer Don Revie.
Mitte der 50er Jahre waren die Höhepunkte von McDowalls Karriere als Trainer von Manchester City. Das alternde Team und begrenzten finanzielle Ressourcen machte die weitere Entwicklung des Teams schwierig. Als Tiefpunkt stieg der Verein in der Saison 1962/63 wieder in die zweite Liga ab. McDowall wechselte daraufhin für zwei Jahre zu Oldham Athletic, bevor er seine Karriere im März 1963 beendete. Er starb am 18. August 1991 im Alter von 78 Jahren.